# Gullmarsplan

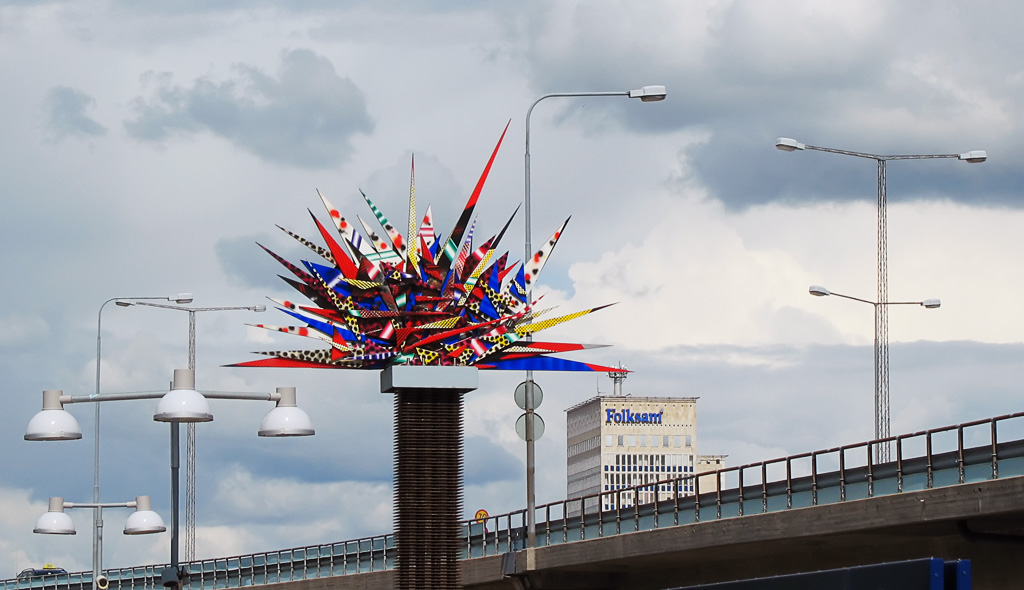
Zenit

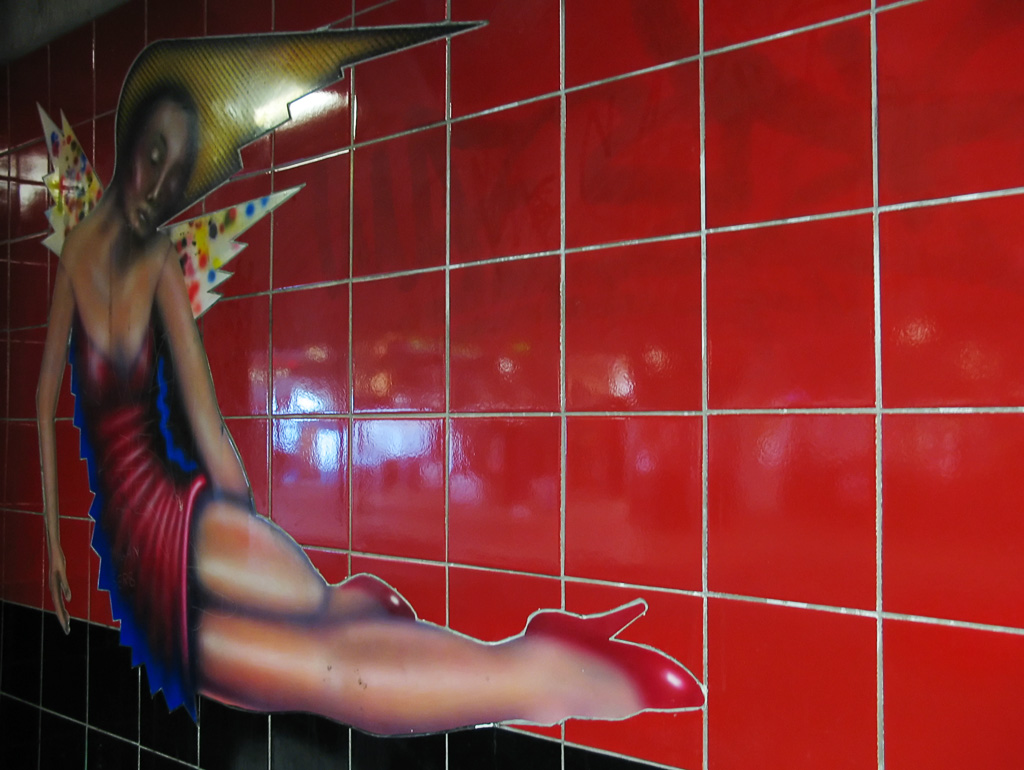
Kryparna och Änglarna

Gullmarsplan – powierzchniowe stacje sztokholmskiego metra i szybkiego tramwaju Tvärbanan, leżą w Sztokholmie, w Söderort, w dzielnicy Enskede-Årsta-Vantör, w części Johanneshov. Na stacji rozdzielają się linie zielonej linii metra (T19, T17 i T18), leży między Skanstull a Globen i Skärmarbrink oraz stacjami tramwaju Mårtensdal i Globen. Dziennie korzysta z nich około 44 400 osób (35 800 z metra i 8 600 z Tvärbany). 
Stacje znajdują się między Skanstullsbron i Gullmarsplanem. Posiadają jedno wspólne wyjście przy Lindetorpsvägen. 
Stację metra otworzono 3 września 1946, obecną nazwę przyjęła w 1958. Stacja Tvärbanan została otwarta w 8 stycznia 2000. Stacja metra posiada dwa perony z 4 krawędziami a druga stacja jeden peron.
Na stacji metra znajduje się 5 torów, przy czym na jednym pociągi się nie zatrzymują. Perony obsługują następujące kierunki
- 1 - linie 17, 18 północ
- 2 - linia 19 północ
- 3 - linia 19 południe
- 4 - linie 17, 18 południe

## Sztuka[3]
- Kryparna och Änglarna, malowidła na ścianach, Leif Tjerned, 1997
- Zenit, stalowa rzeźba, Leif Tjerned, 1995
- Neonowa kompozycja na betonowym suficie, Leif Tjerned, 1995

## Czas przejazdu

### Metro
| Linia | Stacja          | Czas przejazdu | Stacja                         | Czas przejazdu    |
| T17   | Åkeshov         | 29 min         | Slussen Gamla stan T-Centralen | 4 min 5 min 9 min |
| T17   | Skarpnäck       | 10 min         | Slussen Gamla stan T-Centralen | 4 min 5 min 9 min |
| T18   | Alvik           | 22 min         | Slussen Gamla stan T-Centralen | 4 min 5 min 9 min |
| T18   | Farsta strand   | 15 min         | Slussen Gamla stan T-Centralen | 4 min 5 min 9 min |
| T19   | Hässelby strand | 41 min         | Slussen Gamla stan T-Centralen | 4 min 5 min 9 min |
| T19   | Hagsätra        | 14 min         | Slussen Gamla stan T-Centralen | 4 min 5 min 9 min |

### Tvärbanan
| Linia | Stacja      | Czas przejazdu |
| 22    | Alvik       | 23 min         |
| 22    | Sickla udde | 8 min          |

## Otoczenie
W najbliższym otoczeniu stacji znajdują się:
- Gullmarsplan
- Enskede hallen
- Värmdö gymnasium
- Sundsta Gård
- Koloniområde Stugana
- Skanskvarnsskolan